# بيني مكوي
بيني مكوي (بالإنجليزية: Benny McCoy)‏ هو لاعب كرة قاعدة أمريكي، ولد في 9 نوفمبر 1915 في جينيسون في الولايات المتحدة، وتوفي في 9 نوفمبر 2011 في غراندفيل في الولايات المتحدة.

## وصلات خارجية
- بيني مكوي على موقعبيزبول رفرنس.كوم (الدوري الرئيسي) (الإنجليزية)
- بيني مكوي على موقع مشجعي الرسوم البيانية (الإنجليزية)